# Parafia Matki Bożej Królowej Polski w Wojcieszowie
Parafia Matki Bożej Królowej Polski w Wojcieszowie – parafia rzymskokatolicka w dekanacie Jelenia Góra Wschód w diecezji legnickiej.
Kościół parafialny został wybudowany w latach 80. XX wieku. Mieści się przy ulicy Bolesława Chrobrego.

## Zasięg parafii
Ulice: Chrobrego (nr 1–130), Dworcowa, Górnicza, Jasna, Kochanowskiego, Kościelna, Kresowa, Hutnicza, Miedziana, Pocztowa, Silesia, Słoneczna, Słowackiego, Skalna, Wapienna, Robotnicza, Żeromskiego.